# Grön vinkelblomfluga
Grön vinkelblomfluga (Didea alneti) är en tvåvingeart som först beskrevs av Fallen 1817.  Grön vinkelblomfluga ingår i släktet vinkelblomflugor, och familjen blomflugor. Arten är reproducerande i Sverige. Inga underarter finns listade i Catalogue of Life.